# Jürgen Rühmann
Jürgen Rühmann (* 30. Mai 1953 in Stuttgart-Bad Cannstatt) ist ein deutscher Richter, ehemaliger Ministerialbeamter und Rechtsanwalt. Er war von 2006 bis 2018 Präsident des Sächsischen Finanzgerichts und von 2007 bis 2018 zudem Vizepräsident des Verfassungsgerichtshofes des Freistaates Sachsen.

## Leben und Wirken
Rühmann studierte nach dem Ablegen des Abiturs Rechtswissenschaften. Nach dem Ersten juristischen Staatsexamen absolvierte er 1976 ein einjähriges Studium des französischen öffentlichen Rechts an der Universität Aix-en-Provence. 1979 wurde Rühmann dort mit einer französischsprachigen Dissertation zu einer rechtsvergleichendes Thematik zum Docteur d’Université promoviert.
Nach der Ablegung des Zweiten juristischen Staatsexamens trat Rühmann 1980 als Proberichter am Verwaltungsgericht Karlsruhe in den Justizdienst des Landes Baden-Württemberg ein. Im Jahr darauf wurde er an der Universität Mannheim mit einer Dissertation zum Thema Verfassungsgerichtliche Normenqualifikation: rechtsvergleichende Unterschiede von Funktion und Verfahren am Beispiel von Frankreich und Deutschland promoviert. Ab 1982 war Rühmann für ein Jahr zur Stadt Heidelberg als Abteilungsleiter im Amt für öffentliche Ordnung abgeordnet. 1983 wurde er zum Richter auf Lebenszeit ernannt und nahm zunächst seine Tätigkeit als Richter am Verwaltungsgericht Karlsruhe wieder auf. Von 1983 bis 1986 war Rühmann als wissenschaftlicher Mitarbeiter bei Helmut Steinberger zum 2. Senat des Bundesverfassungsgerichts abgeordnet. Danach wirkte er wieder als Richter am Verwaltungsgericht Karlsruhe und anschließend als wissenschaftlicher Mitarbeiter am Staatsgerichtshof für das Land Baden-Württemberg. Im Oktober 1989 folgte eine Abordnung zum Innenministerium Baden-Württemberg, wobei Rühmann bis Ende 1990 den Führungslehrgang der Führungsakademie in Karlsruhe besuchte.
Auf eigenen Wunsch wurde Rühmann zum Jahresbeginn 1991 zum Sächsischen Staatsministerium der Justiz abgeordnet und war im Büro des Ministers Heitmann als Berater für Verfassungs- und Parlamentsfragen tätig. Zu seinen Aufgaben gehörte die Begleitung des Entwurfs zur Verfassung des Freistaates Sachsen sowie die Erarbeitung von Entwürfen für das Abgeordnetengesetz des Freistaates Sachsen, das Sächsische Ministergesetz und das Sächsische Verfassungsgerichtshofsgesetz. Im Dezember desselben Jahres wurde er als Abteilungsleiter Parlamentsdienste zum Sächsischen Landtag abgeordnet. Am 15. Dezember 1992 wurde Jürgen Rühmann unter Ernennung zum Ministerialdirigenten in den sächsischen Staatsdienst versetzt. Während seiner bis 2005 andauernden Tätigkeit beim Sächsischen Landtag wirkte er am Aufbau der Abteilung Parlamentsdienste sowie als rechtlicher Berater in parlaments- und verfassungsrechtlichen Angelegenheiten. Zudem vertrat Rühmann den Landtag in mehreren Verfahren vor dem Verfassungsgerichtshof, so u. a. zur Gemeindegebietsreform.
Mit Wirkung zum 1. Januar 2006 wurde Rühmann in Nachfolge von Thomas Pfeiffer zum Präsidenten des Sächsischen Finanzgerichtes berufen. Seit 2007 war er zudem Vizepräsident des Verfassungsgerichtshofes des Freistaates Sachsen. Ende 2018 wurde Rühmann pensioniert.
Mit Beginn des Jahres 2019 erhielt er seine Zulassung als Rechtsanwalt. Rühmann ist heute als Of Counsel für die Berliner Anwaltspartnerschaft Röttgen, Kluge & Hund tätig.
Rühmann ist Autor mehrerer juristischer Kommentare und Fachaufsätze.

## Publikationen (Auswahl)
- Verfassungsgerichtliche Normenqualifikation: rechtsvergleichende Unterschiede von Funktion und Verfahren am Beispiel von Frankreich und Deutschland (Diss.), Nomos-Verlagsgesellschaft, Baden-Baden 1982
- mit Volker Schimpff (Hrsg.): Die Protokolle des Verfassungs- und Rechtsausschusses zur Entstehung der Verfassung des Freistaates Sachsen. NDV, Rheinbreitbach 1997, ISBN 978-3-87576-384-3.
- Landtag und Verfassungsgerichtshof: vom kritischen Dialog mit dem „Hüter der Verfassung“. In: Präsident des Sächsischen Landtags (Hrsg.), Zehn Jahre Sächsischer Landtag. Bilanz und Ausblick (S. 155–183). Dresden: Sächsischer Landtag 2000.
- Die parlamentarische Verantwortung für die (Verwaltungs-)Gerichtsbarkeit – Ein Beitrag zur Lehre von der Gewaltenteilung, In: Cramer/Giegerich/Richter/Zimmermann (Hrsg.), Tradition und Weltoffenheit des Rechts, Festschrift für Helmut Steinberger, 2002.
- Die Spinne im Netz – Der Sächsische Verfassungsgerichtshof und das Kräftefeld der Staatsgewalten. 2012; Teil 1. Sächsische Verwaltungsblätter 21(6), 131–145; Teil 2. Sächsische Verwaltungsblätter 21(7), 173–186.
- Umbach/Clemens/Dollinger (Hrsg.), Bundesverfassungsgerichtsgesetz, Mitarbeiterkommentar, 2. Aufl. 2005, Kommentierung der §§ 85 bis 89
- Umbach/Clemens (Hrsg.), Mitarbeiterkommentar zum Grundgesetz, 2002, Kommentierung des Art. 28 Abs. 1 Satz 1 und Abs. 3 sowie des Art. 37
- Umbach/Clemens (Hrsg.), Bundesverfassungsgerichtsgesetz, Mitarbeiterkommentar und Handbuch, 1. Aufl. 1992, Kommentierung der §§ 83 bis 89 und des § 90 Abs. 3